# Amerila omissa
Amerila omissa là một loài bướm đêm thuộc phân họ Arctiinae, họ Erebidae. Nó được tìm thấy ở khu vực đông bắc of Himalaya, through Trung Quốc và Malaysia to Borneo.

## Hình ảnh

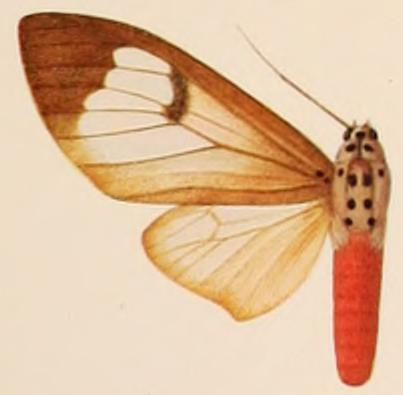
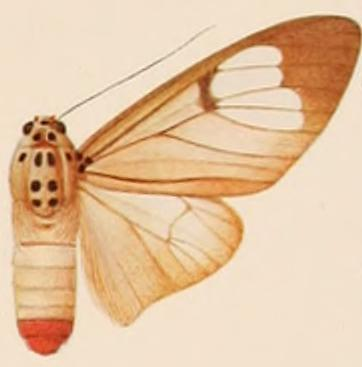